# Litargus tetraspilotus
Litargus tetraspilotus är en skalbaggsart som beskrevs av Leconte 1856. Litargus tetraspilotus ingår i släktet Litargus och familjen vedsvampbaggar. Inga underarter finns listade i Catalogue of Life.